# خاك مردان
خاك مردان هي قرية في مقاطعة خوي، إيران. عدد سكان هذه القرية هو 650 في سنة 2006.